# Spirostreptus perakensis
Spirostreptus perakensis är en mångfotingart som beskrevs av Pocock. Spirostreptus perakensis ingår i släktet Spirostreptus och familjen Spirostreptidae. Inga underarter finns listade i Catalogue of Life.